# サンチェス・ラミレス州
サンチェス・ラミレス州（サンチェス・ラミレスしゅう、スペイン語: Sánchez Ramírez / スペイン語発音: [ˈsantʃes ɾaˈmiɾes]）は、ドミニカ共和国中央部の州。州都はコトゥイ。2017年の人口は15万2027人。

## 歴史
1952年、ドゥアルテ州から分離した。1808年のパロ・インカロの戦いの英雄のフアン・サンチェス・ラミレス准将に因んで名付けられた。

## 隣接州
- 北：ドゥアルテ州
- 東：モンテ・プラタ州
- 南：サン・クリストバル州
- 南西：モンセニョール・ノウエル州
- 西：ラ・ベガ州

## 下位行政区分
- コトゥイ（英語版）：州都
- セビコス（英語版）
- ファンティノ（英語版）
- ラ・マタ（英語版）